# Catolicismo de cafetería
La expresión catolicismo de cafetería o catolicismo a la carta se aplica a aquellos que afirman una fe católica pero disienten o eligen una o más enseñanzas doctrinales o morales de la iglesia católica o que son vistos como disidentes por quienes usan el término. 
Los "Católicos de la cafetería" "...escogen y eligen qué y a su vez cómo creerán su fe, como lo hacen en las filas de la cafetería donde las personas pueden elegir que tipo de cafe desean". lo que elijan aceptar o rechazar puede ser cualquiera de las enseñanzas dentro de la iglesia católica que vean conveniente y en general gustan de practicar los ritos de la misa. Los ejemplos van desde católicos que eligen no seguir uno o más de los siete sacramentos (Bautismo, Confirmación, Eucaristía, Penitencia, Unción de los enfermos, Órdenes Sagradas y Matrimonio) (es decir, algunos católicos de cafetería no piensan que la confesión para un sacerdote es necesaria para que los pecados sean perdonados otros si desean eso pero piensan que algunos pecados no lo son y no lo ven necesario a la hora de confesarse) a elegir no seguir otros cargos oficiales actualmente defendidos por la Iglesia Católica. Otros ejemplos incluyen católicos acusados de disentir de alguna o todas las  enseñanzas de la Iglesia sobre la sexualidad humana y cosas relacionadas (los llamados "problemas pélvicos", es decir, lo que tiene que decir acerca de aborto, control de la natalidad, divorcio, sexo prematrimonial, masturbación,  pornografía, prostitución y el estado moral de los actos homosexuales) o, alternativamente, aquellos que no demuestran ninguna preocupación por cuestiones morales excepto el aborto y la anticoncepción.[cita requerida]

## Usar en letra impresa
Un uso temprano en la impresión de "cafetería católica" aparece en 1971:

"Catolicismo de cafetería" ...un poco de esto y nada de eso
Redemptorists

Un uso posterior de "catolicismo de cafetería" aparece en Fidelity, 1986.

El "catolicismo de cafetería" nos permite elegir esas "verdades" por las que mediremos nuestras vidas como católicos. ...El "catolicismo de cafetería" es lo que sucede cuando la postura de Protágoras, que considera al hombre como la medida de todas las cosas, adquiere religión, pero no demasiada.
Fidelity, 1986, published by the Wanderer Forum Foundation

En 1976 ya se había utilizado una distinción diferente, en el término "catolicismo comunal".

## Uso del término
El término es utilizado con mayor frecuencia por católicos conservadores que critican a los católicos progresistas. El término ha estado en uso desde la emisión de "Humanae Vitae", un documento oficial que proponía la oposición de la Iglesia al uso de control de natalidad artificial y aboga por planificación familiar natural.[cita requerida]
A menudo es una frase sinónima de "católico sólo de nombre" (o "CINO"), "católico disidente", " católico herético", "católico cultural" / "cristiano cultural", "católico a la carta", o "católico liberal".
El término no tiene estatus en las enseñanzas católicas oficiales. Sin embargo, la práctica de negar la adhesión a la moral sexual de la Iglesia ha sido criticada por Papa Juan Pablo II declaró en su discurso a los obispos en Los Ángeles en 1987:

A veces se informa que un gran número de católicos de hoy no se adhieren a la enseñanza de la Iglesia Católica en una serie de cuestiones, en particular la moralidad sexual y conyugal, el divorcio y las segundas nupcias. Se informa que algunos no aceptan la posición clara sobre el aborto. Cabe señalar que hay una tendencia por parte de algunos católicos a ser selectivos en su adhesión a la enseñanza moral de la Iglesia. A veces se afirma que disentir del Magisterio es totalmente compatible con ser un "buen católico" y no representa ningún obstáculo para la recepción de los sacramentos. Este es un grave error que desafía la enseñanza de los obispos en los Estados Unidos y en otros lugares.

Durante la misa matutina en la  Domus Sanctae Marthae , el Papa Francisco, hablando más bien de católicos poco entusiastas, dijo: “Pueden llamarse católicos, pero tienen un pie fuera de la puerta."

## Encuestas sobre laicos católicos disidentes
En 2014, la red de habla hispana de los Estados Unidos Univision encargó una encuesta mundial de valores de 12,038 católicos autoidentificados en 12 países con poblaciones católicas sustanciales en todo el mundo, lo que representa el 61% de la población católica mundial y cubre nueve idiomas repartidos por los cinco continentes. Encontró que la mayoría de los católicos a nivel mundial y en la mayoría de las regiones no están de acuerdo con las enseñanzas de la Iglesia sobre el divorcio, el aborto y la anticoncepción, con una mayor división intra e internacional sobre el matrimonio igualitario y la ordenación de mujeres y hombres divorciados. Puntos de vista favorables sobre el  Papa (Francisco) no influyeron en los católicos que no están de acuerdo con al menos algunas de las enseñanzas de la iglesia. En general, una mayor proporción en el tercer Mundo de católicos (en particular África y las Filipinas) aceptan las doctrinas oficiales sobre estos temas, mientras que los de países occidentales tienden a estar en desacuerdo con muchos de ellas. En los Estados Unidos y España, la mayoría de los católicos apoyan el matrimonio igualitario, seguido de Francia con el 43% de apoyo.
El fundador de World Values Survey, Ronald Inglehart dijo:

Este es un acto de equilibrio. Deben mantener juntos dos distritos electorales cada vez más divergentes. La iglesia ha perdido su capacidad para dictar lo que hace la gente. En este momento, el mundo menos desarrollado se mantiene fiel a los valores del viejo mundo, pero se está erosionando gradualmente incluso allí. [El Papa Francisco] no quiere perder la legitimidad de las personas más educadas.

Francisco ha solicitado que las parroquias proporcionen respuestas a un cuestionario oficial sobre las opiniones actuales entre los laicos. También ha continuado afirmando la presente doctrina católica en un tono menos dramático que sus predecesores más directos, quienes sostenían que la Iglesia Católica no es una democracia de opinión popular.
Francisco lanzó su propia encuesta de opinión católica en noviembre de 2013. La socióloga religiosa Linda Woodhead de Lancaster University escribe, "no es una encuesta en ningún sentido que un científico social reconocería". Woodhead siente que muchos católicos comunes tendrán dificultades para entender la jerga teológica allí. Aun así, Woodhead sospecha que la encuesta puede ser influyente.

Pero las encuestas son cosas peligrosas. Generan expectativas. Y juegan con la creciente sensación de que la gente tiene voz y elección, incluso en una Iglesia tradicional. Si resulta que esas voces son ignoradas o, peor aún, acorraladas más firmemente en el redil existente de la enseñanza moral, la tensión puede llegar a un punto de ruptura. Quizás Francis sea lo suficientemente inteligente como para haber anticipado eso, y quizás tenga planes sutiles para convertir esta crisis en buenos fines. Talvez no.
Linda Woodhead

## Proponentes notables
Algunos católicos notables han sido asociados o identificados explícitamente con el término. Político James Carville, un  Demócrata, ha sido descrito como "el último católico de cafetería". Carville dijo: "Todos, de una forma u otra, toman lo que quieren. Lo real es cómo nos tratamos unos a otros". También se informó que la autora Mary Karr, una convertida del agnosticismo, había sido un disidente de algunas enseñanzas católicas. Habiendo sido una feminista desde que tenía 12 años, Karr es pro-elección sobre el aborto y apoya la ordenación de mujeres al sacerdocio. La actriz británica Patsy Kensit dijo en una entrevista con 'The Guardian' 'que es una católica' a la carta, aunque aprecia "toda la pompa y ceremonia" de la iglesia.